# サロ (イタリア)
サロ（伊: Salò）は、イタリア共和国ロンバルディア州ブレシア県にある、人口約1万人の基礎自治体（コムーネ）。
ガルダ湖畔にある小都市であるが、1943年9月から1945年4月まで、イタリア社会共和国（いわゆるサロ共和国）の臨時首都が置かれていたことで知られる。

## 名称
Salò は [saˈlɔ*] と発音される。日本語文献では「サロ」のほか、「サロー」とも表記される。
標準イタリア語以外の言語では以下の名称を持つ。
- ロンバルド語ブレシア方言 (it:Dialetto bresciano) : Salò

## 地理

### 位置・広がり
ブレシア県東部、ガルダ湖畔に位置する都市である。ガルダ湖南西端のデゼンツァーノ・デル・ガルダから北へ15km、県都ブレシアから東北東へ24km、ガルダ湖北端のリーヴァ・デル・ガルダから南西へ40km、ヴェローナから西北西へ42km、州都ミラノから東へ104km、ヴェネツィアから西へ142kmの距離にある。

#### 隣接コムーネ
隣接するコムーネは以下の通り。括弧内のVRはヴェローナ県所属を示す。
- ヴォバルノ - 北
- ガルドーネ・リヴィエーラ - 北東
- トッリ・デル・ベーナコ (VR) - 東
- サン・フェリーチェ・デル・ベナーコ - 南東
- プエニャーゴ・スル・ガルダ - 南
- ガヴァルド - 南西
- ロエ・ヴォルチャーノ - 北西

### 地震分類
イタリアの地震リスク階級 (it) では、2 に分類される
。
- 湖畔の眺望
- アルプスを背景にした眺め

## 歴史
1943年9月23日から1945年4月25日まで、イタリア社会共和国の政府がサロに置かれていた（法律上の首都はローマ）。

## 行政

### 分離集落
サロには、以下の分離集落（フラツィオーネ）がある。
- Barbarano, Campoverde, Cunettone, Renzano, Serniga, Villa

## 人物

### 著名な出身者
- ガスパーロ・ディ・ベルトロッティ - 16世紀のヴァイオリン製作者
- フェルディナンド・ベルトーニ - 18-19世紀の作曲家、オルガニスト
- マルコ・エンリコ・ボッシ - 19-20世紀の作曲家、オルガニスト
- ルイジ・コメンチーニ - 映画監督

## スポーツ
プロサッカークラブチームのフェラルピサロが本拠を置く都市のひとつである（もうひとつはロナート・デル・ガルダ）。ホームスタジアムはスタディオ・リーノ・トゥリナ。